# Quilombo Boa Vista (Oriximiná)
Boa Vista é uma comunidade remanescente de quilombo, população tradicional brasileira, localizada no município brasileiro de Oriximiná (estado do Pará). Certificado como remanescente de quilombo (reminiscências históricas de antigos quilombos). É a primeira comunidade do tipo regularizada no Brasil. Em 1995 foi reconhecida pelo Instituto Nacional de Colonização e Reforma Agrária (Incra).
Oriximiná é um município da Amazônia paraense, onde vivem cerca de dez mil quilombolas e 3 500 índios em doze territórios.

## Oriximiná
Oriximiná é um município brasileiro do estado do Pará, sede da Região Geográfica de Oriximiná (Região Geográfica de Santarém) na região Norte do Brasil, localizada à latitude 01º45'56" sul e longitude 55º51'58" oeste, em uma área de 107 602,99 km² de extensão territorial.
A cidade de Oriximiná, de código de identificação IBGE 1505304, possui as seguintes comunidades remanescentes: Abuí (Mae Domingas), Abuizinho, Alto Trombetas, Araçá, Aracu, Aracapu, Acapuzinho, Aracuan De Cima, Aracuan De Meio, Aracuan Do Baixo, Água Fria, Araja, Ariramba, Bacabal, Boa Vista, Boa Vista Do Cumina, Boto, Cachoeira Porteira, Caipuru, Campo Alegre, Casinha, Cumina, Espirito Santo, Flexal, Igarape Acu Dos Lopes, Itamaoari, Itapecuru Baixo Trombetas, Paraná Do Abuí, Mae Cué (Mae Domingas), Sagrado Coração, Samauma, Sapucua, Tapagem, Jamary, Juquirizinho, Juquiri Grande, Lago Abui Sao Benedito, Limoeiro, Marambire, Maratubinha, Moura, Nova Esperança, Palhal, Pancada, Poco Fundo, Ultimo Quilombo, Varre Vento, Vila Nova Cachoeira Porteira, Erepecú, Jarauacá, Serrinha, Terra Preta, Terra Preta Ii, Boa Vista Do Cuminá, Espírito Santo, Jarauacá Erepecuru, Jauari, Jamari.

## Regulamentação
A comunidade Boa Vista, através da associação da Comunidade Remanescente de Quilombo Boa Vista (ACRQBV), foi reconhecida em 20 de novembro de 1995 pelo Instituto Nacional de Colonização e Reforma Agrária (Incra), tendo uma área regulamentada de 1 125,0341 hectares.

## População
A comunidade Boa vista é formada por uma população de 112 famílias, distribuida em uma área de 1 125,0341 hectares.

## Relatório de identificação
Em 20 de novembro de 1995, a Terra Quilombola Boa Vista, no Pará, se tornou o primeiro quilombo regularizado com título da terra no Brasil. Porém esta comunidade ainda está com Relatório Técnico de Identificação e Delimitação (RTID) ainda em fase de elaboração. Uma etapa do processo de regularização fundiária.
O Relatório Técnico de Identificação e Delimitação (RTID) apresenta informações: históricas, antropológicas, sócio-econômicas, fundiárias, cartográficas, ambientais e ocupacionais, que compõem a regularização fundiária das terras ocupadas tradicionalmente pela comunidade remanescente de quilombo.

## Povos tradicionais
Povos Tradicionais ou Comunidades Tradicionais são grupos que possuem uma cultura diferenciada da cultura predominante local, que mantêm um modo de vida intimamente ligado ao meio ambiente natural em que vivem. Através de formas próprias: de organização social, do uso do território e dos recursos naturais (com relação de subsistência), sua reprodução sócio-cultural-religiosa utiliza conhecimentos transmitidos oralmente e na prática cotidiana.

## Proteção
Em 1989, a Comissão Pró-Índio de São Paulo e o Instituto de Pesquisa e Formação Indígena Iepé fizeram parceira com os indígenas e quilombolas da região na luta para assegurar a garantia dos direitos e consolidação de suas organizações. Através dessa parceria, em setembro de 2012 ocorreu em Oriximiná o "1º Encontro Índios & Quilombolas", que resultou na "Aliança Indígena-Quilombola".

## Dificuldades
Esta cidade é em grande parte ainda coberto por florestas bem preservadas, com baixa densidade populacional (0,4 hab/km²), mas o avanço da ocupação humana e a urbanização dessa região da Amazônia tornou os territórios vulneráveis a uma série de ameaças, como a exploração mineral e a construção de hidrelétricas.
A comunidade ainda enfrenta inúmeros impactos socioambientais devido 41 anos de mineração na região, sendo vizinha de uma grande empresa produtora de bauxita do Brasil, que ergueu 26 barragens de rejeitos em Oriximiná que causa contaminação dos rios e nascentes.

## Comunidades em Oriximiná
Oriximiná é uma cidade da Amazônia paraense, com 107.603 km2 de área, onde vivem cerca de dez mil quilombolas e 3 500 índios de diferentes povos distribuídos em doze territórios. Esta cidade é em grande parte ainda coberto por florestas, apresentando baixa densidade populacional (0,4 hab/km²), que favorece a proteção dos territórios indígenas e quilombolas.
| COMUNIDADE                   | PORTARIA | PROCESSO | REF                  |
| ---------------------------- | -------- | -------- | -------------------- |
| ABUÍ (MAE DOMINGAS)          | 28/2013  |          | [ 10 ] [ 11 ]        |
| ABUIZINHO                    |          |          | [ 10 ]               |
| ALTO TROMBETAS               |          |          | [ 10 ] [ 11 ] [ 19 ] |
| ARAÇÁ                        |          |          | [ 10 ]               |
| ARACU                        |          |          | [ 10 ]               |
| ARACAPU                      |          |          | [ 10 ]               |
| ACAPUZINHO                   |          |          | [ 10 ]               |
| ÁGUA FRIA                    |          |          | [ 10 ] [ 19 ]        |
| ARAJA                        |          |          | [ 10 ]               |
| ARIRAMBA                     |          |          | [ 10 ] [ 19 ]        |
| BACABAL                      |          |          | [ 10 ]               |
| BOA VISTA                    | 109/2013 |          | [ 10 ] [ 11 ] [ 19 ] |
| BOA VISTA DO CUMINA          |          |          | [ 10 ]               |
| BOTO                         |          |          | [ 10 ]               |
| CACHOEIRA PORTEIRA           | 51/2007  |          | [ 10 ] [ 11 ] [ 19 ] |
| CAIPURU                      |          |          | [ 10 ]               |
| CAMPO ALEGRE                 |          |          | [ 10 ]               |
| CASINHA                      |          |          | [ 10 ]               |
| CUMINA                       |          |          | [ 10 ]               |
| ESPIRITO SANTO               |          |          | [ 10 ]               |
| FLEXAL                       |          |          | [ 10 ]               |
| IGARAPE ACU DOS LOPES        |          |          | [ 10 ]               |
| ITAMAOARI                    |          |          | [ 10 ]               |
| ITAPECURU BAIXO TROMBETAS    |          |          | [ 10 ]               |
| PARANÁ DO ABUÍ               | 28/2013  |          | [ 10 ] [ 11 ]        |
| MAE CUÉ (MAE DOMINGAS)       | 36/2013  |          | [ 11 ]               |
| SAGRADO CORAÇÃO              | 36/2013  |          | [ 10 ] [ 11 ]        |
| SAMAUMA                      |          |          | [ 10 ]               |
| SAPUCUA                      |          |          | [ 10 ]               |
| TROMBETAS                    |          |          | [ 19 ]               |
| TAPAGEM                      | 36/2013  |          | [ 10 ] [ 11 ]        |
| JAMARY                       | 48/2013  |          | [ 11 ]               |
| JUQUIRIZINHO                 | 48/2013  |          | [ 10 ]               |
| JUQUIRI GRANDE               | 48/2013  |          | [ 11 ]               |
| LAGO ABUI SAO BENEDITO       |          |          | [ 10 ]               |
| LIMOEIRO                     |          |          | [ 10 ]               |
| MARAMBIRE                    |          |          | [ 10 ]               |
| MARATUBINHA                  |          |          | [ 10 ]               |
| MOURA                        | 48/2013  |          | [ 10 ] [ 11 ]        |
| NOVA ESPERANÇA               | 48/2013  |          | [ 11 ]               |
| PALHAL                       | 48/2013  |          | [ 10 ] [ 11 ]        |
| PANCADA                      |          |          | [ 10 ]               |
| POCO FUNDO                   |          |          | [ 10 ]               |
| ULTIMO QUILOMBO              |          |          | [ 10 ]               |
| VARRE VENTO                  |          |          | [ 10 ]               |
| VILA NOVA CACHOEIRA PORTEIRA |          |          | [ 10 ]               |
| EREPECÚ                      | 48/2013  |          | [ 10 ] [ 11 ] [ 19 ] |
| ARACUAN DE CIMA              | 109/2013 |          | [ 10 ] [ 11 ]        |
| ARACUAN DE MEIO              | 109/2013 |          | [ 10 ] [ 11 ]        |
| ARACUAN DO BAIXO             | 109/2013 |          | [ 10 ] [ 11 ]        |
| JARAUACÁ                     |          |          | [ 11 ]               |
| SERRINHA                     |          |          | [ 10 ] [ 11 ]        |
| TERRA PRETA                  |          |          | [ 10 ]               |
| TERRA PRETA II               |          |          | [ 10 ] [ 11 ]        |
| BOA VISTA DO CUMINÁ          |          |          | [ 11 ]               |
| ESPÍRITO SANTO               |          |          | [ 11 ]               |
| JARAUACÁ EREPECURU           |          |          | [ 10 ]               |
| JAUARI                       |          |          | [ 10 ]               |
| JAMARI                       |          |          | [ 10 ]               |